# Enrichment (Pädagogik)
Mit Enrichment (deutsch Anreicherung, Bereicherung, Verzierung) wird ein pädagogisches Modell zur Förderung von begabten, interessierten und engagierten Schülern bezeichnet.
Enrichment wird häufig zur Förderung hochbegabter Schüler eingesetzt. Im Gegensatz zur Akzeleration, dem „beschleunigten Lernen“, wird dabei nicht versucht, die Verweildauer hochbegabter Schüler in der Schule zu verkürzen, sondern es werden zusätzliche Angebote zum Unterricht gemacht. Dabei verbleibt der Schüler in der Klasse bzw. Jahrgangsstufe, hat aber die Möglichkeit, zusätzliche Angebote wahrzunehmen.
Man unterscheidet zwischen vertikalem Enrichment und horizontalem Enrichment. Beim vertikalen Enrichment werden den Schülern vertiefende Angebote zu Unterrichtsinhalten gemacht. Beim horizontalen Enrichment sind die Angebote keine Vertiefungen des Lehrstoffes, sondern behandeln Themen, die nicht im Lehrplan enthalten sind. Durch Enrichment sollen aber nicht nur die fachlichen Kenntnisse erweitert werden. Vielmehr sollen die Schüler durch die Angebote angeregt werden, neue Lernmethoden und Denkweisen zu entwickeln.
Enrichment soll sich an den Bedürfnissen und Interessen der Schüler orientieren.

## Umsetzung
Enrichment kann in verschiedensten Weisen umgesetzt werden. Dabei werden die Methoden in innere und äußere Differenzierung unterteilt.
Bei der inneren Differenzierung verbleibt das Kind im Klassenverband. Die Aufgaben die einem einzelnen Kind gestellt werden, werden an die Begabung des Kindes angepasst, so dass jedes Kind entsprechend seiner Begabung optimal gefördert wird.
Bei der äußeren Differenzierung werden den Kindern Angebote außerhalb des Klassenverbands gemacht. Diese Angebote werden zusätzlich zum Unterricht gemacht. Begabte Kinder arbeiten innerhalb dieser Angebote mit anderen begabten Kindern zusammen, was den sozialen Fähigkeiten zugutekommt. Die Palette an Angeboten für die Schüler ist sehr breit und umfasst unter anderem
- Arbeitsgemeinschaften,
- Ressourcenzimmer/Lernwerkstatt,
- Schülerwettbewerbe,
- zusätzliche Leistungskurse und
- das Einteilen der Schüler in Fähigkeitsgruppen, basierend auf ihren akademischen Leistungen.[6][4]

Oft werden Enrichment und Akzeleration als orthogonal betrachtet, doch können sich die Modelle ergänzen. So haben Schüler durch die Akzeleration mehr Platz in ihrem Stundenplan. In dieser Zeit können sie nach ihren persönlichen Interessen an Enrichment-Angeboten teilnehmen. Es gibt verschiedene Umsetzungen von Enrichment und Akzeleration in einem Programm. Zum Beispiel werden in speziellen Schulen oder Klassen beide Ansätze in Kombination als sogenannte D-Zug-Klassen angeboten, oder man bringt Schüler verschiedenen Alters in einer Klasse zusammen.

## Kritik
Enrichment in der Schule ist nicht unumstritten, da die Programme oft nicht auf die Schüler und ihre Interessen ausgerichtet sind, sondern sich in reinen Beschäftigungsmaßnahmen erschöpfen.